# Lijst van voetbalinterlands Noord-Ierland - Oekraïne
Deze lijst van voetbalinterlands is een overzicht van alle officiële voetbalwedstrijden tussen de nationale teams van Noord-Ierland en Oekraïne. De landen speelden tot op heden vijf keer tegen elkaar. De eerste ontmoeting, een kwalificatiewedstrijd voor het Wereldkampioenschap voetbal 1998, werd gespeeld in Belfast op 31 augustus 1996. Het laatste duel, een vriendschappelijke wedstrijd, vond plaats op 3 juni 2021 in Dnipro.

## Wedstrijden
| № | Plaats  | Datum            | Competitie           | Wedstrijd                | Uitslag |
| - | ------- | ---------------- | -------------------- | ------------------------ | ------- |
| 1 | Belfast | 31 augustus 1996 | WK 1998 kwalificatie | Noord-Ierland – Oekraïne | 0 – 1   |
| 2 | Kiev    | 2 april 1997     | WK 1998 kwalificatie | Oekraïne – Noord-Ierland | 2 – 1   |
| 3 | Belfast | 16 oktober 2002  | EK 2004 kwalificatie | Noord-Ierland – Oekraïne | 0 – 0   |
| 4 | Donetsk | 6 september 2003 | EK 2004 kwalificatie | Oekraïne – Noord-Ierland | 0 – 0   |
| 5 | Lyon    | 16 juni 2016     | EK 2016              | Oekraïne – Noord-Ierland | 0 – 2   |
| 6 | Dnipro  | 3 juni 2021      | Vriendschappelijk    | Oekraïne – Noord-Ierland | 1 − 0   |

## Samenvatting
| Competitie        | Totaal gespeeld | Winst Noord-Ierland | Gelijk | Winst Oekraïne | Doelsaldo Noord-Ierland – Oekraïne |
| ----------------- | --------------- | ------------------- | ------ | -------------- | ---------------------------------- |
| WK-kwalificatie   | 2               | 0                   | 0      | 2              | 1 − 3                              |
| EK-eindronde      | 1               | 1                   | 0      | 0              | 2 − 0                              |
| EK-kwalificatie   | 2               | 0                   | 2      | 0              | 0 − 0                              |
| Vriendschappelijk | 1               | 0                   | 0      | 1              | 0 − 1                              |
| Totaal            | 6               | 1                   | 2      | 3              | 3 − 4                              |

## Details

### Derde ontmoeting
| EK 2004 kwalificatie (Belfast, Noord-Ierland, 16 oktober 2002): |       |          |
| Noord-Ierland                                                   | 0 – 0 | Oekraïne |
|                                                                 | goals |          |

### Vierde ontmoeting
| EK 2004 kwalificatie (Donetsk, Oekraïne, 6 september 2003): |       |               |
| Oekraïne                                                    | 0 – 0 | Noord-Ierland |
|                                                             | goals |               |

### Vijfde ontmoeting
| EK 2016 (Lyon, Frankrijk, 16 juni 2016): |              | |
| Oekraïne | 0 – 2        | Noord-Ierland |
| | goals        | 49' Gareth McAuley 90+6' Niall McGinn |
| Michajlo Fomenko | bondscoach   | Michael O'Neill |
| Andrij Pjatov Jevhen Chatsjeridi Vjatsjeslav Sjevtsjoek Artem Fedetskyi Jaroslav Rakitskiy Viktor Kovalenko 83' Taras Stepanenko Serhiy Sydortsjoek 76' Jevhen Seleznjov 72' Andriy Yarmolenko Jevhen Konopljanka | opstellingen | Michael McGovern Aaron Hughes Gareth McAuley Jonny Evans Craig Cathcart Steve Davis 90+3' Corry Evans Oliver Norwood Stuart Dallas 69' Jamie Ward 84' Conor Washington |
| Roman Zozoelja 72' Denys Harmasj 76' Oleksandr Zinchenko 83' | wissels      | 69' Niall McGinn 84' Josh Magennis 90+3' Paddy McNair |
| Jevhen Seleznjov 40' Serhiy Sydortsjoek 67' | gele kaarten | 63' Jamie Ward 87' Stuart Dallas 90+4' Jonny Evans |

IFA · A-internationals · Selecties · Bondscoaches · Noord-Iers vrouwenelftal · Brits olympisch elftal · N-Ierland U21 · N-Ierland U20 · N-Ierland U19 · N-Ierland U18 · N-Ierland U17 · N-Ierland U16
1882 – 1899 ·
1900 – 1919 ·
1920 – 1929 ·
1930 – 1939 ·
1940 – 1949 ·
1950 – 1959 ·
1960 – 1969 ·
1970 – 1979 ·
1980 – 1989 ·
1990 – 1999 ·
2000 – 2009 ·
2010 – 2019 ·
2020 – 2029
EK 2016
WK 1958 · 
WK 1982 · 
WK 1986
1921 · 
1922 · 
1923 · 
1924 · 
1925 · 
1926 · 
1927 · 
1928 · 
1929 · 
1930 · 
1931 · 
1932 · 
1933 · 
1934 · 
1935 · 
1936 · 
1937 · 
1938 · 
1939 · 
1940 · 1941 · 1942 · 1943 · 1944 · 1945 · 
1946 · 
1947 · 
1948 · 
1949 · 
1950 · 
1952 · 
1952 · 
1953 · 
1954 · 
1955 · 
1956 · 
1957 · 
1958 · 
1959 · 
1960 · 
1961 · 
1962 · 
1963 · 
1964 · 
1965 · 
1966 · 
1967 · 
1968 · 
1969 · 
1970 · 
1971 · 
1972 · 
1973 · 
1974 · 
1975 · 
1976 · 
1977 · 
1978 · 
1979 · 
1980 · 
1981 · 
1982 · 
1983 · 
1984 · 
1985 · 
1986 · 
1987 · 
1988 · 
1989 · 
1990 ·
1991 · 
1992 · 
1993 · 
1994 · 
1995 · 
1996 · 
1997 · 
1998 · 
1999 · 
2000 · 
2001 · 
2002 · 
2003 · 
2004 · 
2005 · 
2006 · 
2007 · 
2008 · 
2009 · 
2010 · 
2011 · 
2012 · 
2013 · 
2014 · 
2015 · 
2016 · 
2017 · 
2018 · 
2019 · 
2020 · 
2021 ·
2022 ·
2023 ·
2024
Albanië ·
Algerije ·
Andorra ·
Argentinië ·
Armenië ·
Australië ·
Azerbeidzjan ·
Barbados ·
België ·
Bosnië en Herzegovina ·
Brazilië ·
Bulgarije ·
Canada ·
Chili ·
Colombia ·
Costa Rica ·
Cyprus ·
Denemarken ·
Duitsland ·
Engeland ·
Estland ·
Faeröer ·
Finland ·
Frankrijk ·
Georgië · 
Griekenland ·
Honduras ·
Hongarije ·
Ierland ·
IJsland ·
Israël ·
Italië ·
Joegoslavië ·
Kazachstan ·
Kosovo ·
Kroatië ·
Letland ·
Liechtenstein ·
Litouwen ·
Luxemburg · 
Malta ·
Marokko ·
Mexico ·
Moldavië ·
Montenegro ·
Nederland ·
Nieuw-Zeeland ·
Noorwegen ·
Oekraïne ·
Oostenrijk ·
Panama ·
Polen ·
Portugal ·
Qatar ·
Roemenië ·
Rusland ·
Saint Kitts en Nevis ·
San Marino ·
Schotland ·
Servië ·
Servië en Montenegro ·
Slovenië ·
Slowakije ·
Sovjet-Unie ·
Spanje ·
Thailand ·
Trinidad en Tobago ·
Tsjechië ·
Tsjecho-Slowakije ·
Turkije ·
Uruguay ·
Verenigde Staten ·
Wales ·
Wit-Rusland · 
Zuid-Korea ·
Zweden ·
Zwitserland
Frankrijk (1982) · Oekraïne (2016) · Oostenrijk (1982) · Polen (2016)
FFOe · A-internationals · Bondscoaches · Statistieken · Oekraïens vrouwenelftal · Olympisch elftal · Oekraïne U21 · Oekraïne U20 · Oekraïne U19 · Oekraïne U18 · Oekraïne U17 · Oekraïne U16
1992 – 1999 · 
2000 – 2009 · 
2010 – 2019 · 
2020 – 2029
EK's: 1992** · 
1996 · 
2000 · 
2004 · 
2008 · 
2012 · 
2016 · 
2020 · 
2024
WK's: 1994 · 
1998 · 
2002 · 
2006 · 
2010 · 
2014 · 
2018 ·
2022
1992 · 
1993 · 
1994 · 
1995 · 
1996 · 
1997 · 
1998 · 
1999 · 
2000 · 
2001 · 
2002 · 
2003 · 
2004 · 
2005 · 
2006 · 
2007 · 
2008 · 
2009 · 
2010 · 
2011 · 
2012 · 
2013 · 
2014 · 
2015 ·
2016 ·
2017 ·
2018 ·
2019 ·
2020 ·
2021
Albanië ·
Andorra ·
Armenië ·
Azerbeidzjan ·
Bahrein ·
België ·
Bosnië en Herzegovina ·
Brazilië ·
Bulgarije ·
Canada ·
Chili ·
Costa Rica ·
Cyprus ·
Denemarken ·
Duitsland ·
Engeland ·
Estland ·
Faeröer ·
Finland · 
Frankrijk ·
Georgië ·
Griekenland ·
Hongarije ·
Ierland ·
IJsland ·
Iran ·
Israël ·
Italië ·
Japan ·
Joegoslavië ·
Kameroen · 
Kazachstan ·
Kosovo ·
Kroatië ·
Letland ·
Libië ·
Litouwen ·
Luxemburg ·
Malta ·
Marokko ·
Mexico ·
Moldavië ·
Montenegro ·
Nederland ·
Niger ·
Nigeria ·
Noord-Ierland ·
Noord-Macedonië ·
Noorwegen ·
Oezbekistan ·
Oostenrijk ·
Polen ·
Portugal ·
Roemenië ·
Rusland ·
San Marino ·
Saoedi-Arabië ·
Schotland ·
Servië ·
Servië en Montenegro ·
Slovenië ·
Slowakije ·
Spanje ·
Tsjechië ·
Tunesië ·
Turkije ·
Uruguay ·
Verenigde Arabische Emiraten ·
Verenigde Staten ·
Wales ·
Wit-Rusland ·
Zuid-Korea ·
Zweden ·
Zwitserland
Duitsland (2016) ·
Engeland (2012) · 
Engeland (2021) ·
Frankrijk (2012) · 
Italië (2006) · 
Nederland (2021) · 
Noord-Ierland (2016) · 
Noord-Macedonië (2021) · 
Oostenrijk (2021) · 
Saoedi-Arabië (2006) ·
Spanje (2006) ·
Tunesië (2006) ·
Zweden (2012) · 
Zweden (2021) · 
Zwitserland (2006)
** = Onder de naam Gemenebest van Onafhankelijke Staten